# Stjernestar
Stjernestar (Carex echinata), ofte skrevet stjerne-star, er et 10-40 cm højt halvgræs, der vokser i klitlavninger, hedemoser og næringsrige kær.

## Beskrivelse
Stjernestar er en flerårig urt med en tueformet vækst. Bladene er stive, smalle og blankt grønne.
Blomsterstanden består typisk af nogle få rent hunlige småaks og ét endestillet småaks med hanblomster forneden. Ved frugtmodning er frugthylstrene stjerneformet udspærrede i alle småaks.

## Udbredelse
Stjernestar har en vid, men usammenhængende udbredelse. Den findes i Nordamerika, Europa, Kaukasus, Østasien, Australien og New Zealand. I Danmark er den ret almindelig i hele landet på egnede voksesteder.

## Habitat
Stjernestar findes på fugtig jordbund, fx på enge og i moser.